# Forța destinului (operă)
Forța destinului (titlul original: în italiană La forza del destino, inițial titlul fiind tradus Puterea destinului ) este o operă în patru acte de Giuseppe Verdi, după un libret de Francesco Maria Piave. 
Premiera operei a avut loc la Teatrul Imperial din Sankt Petersburg (Rusia) în ziua de 10 noiembrie 1862. 
O nouă versiune a operei, bazată pe un libret de Antonio Ghislanzoni, a fost prezentată la Teatro alla Scala din Milano pe data de 27 februarie 1869.
Durata operei: cca 210 minute. 
Locul și perioada de desfășurare a acțiunii: Spania și Italia, la mijlocul secolului al XVIII-lea.

## Personajele principale
- Marchizul de Calatrava (bas)
- Leonora de Vargas, fiica Marchizului de Calatrava (soprană)
- Don Carlo de Vargas, fiul Marchizului de Calatrava (bariton)
- Alvaro, vlăstar-metis din albi și Inca (tenor)
- Preziosilla, tânără țigancă (mezzo-soprană)
- Pater Guardiano, călugăr franciscan (bas)
- Fra Melitone, alt călugăr franciscan (bariton)
- Curra, subreta Leonorei (mezzo-soprană)
- un primar, (bas)
- un medic, (bas)
- Trabucco, conducătorul de catâri (tenor)
- ofițeri, soldați, spanioli și italieni, călugări, cerșetori, hangii și hangițe [2]